# 東京都立武蔵野北高等学校
東京都立武蔵野北高等学校（とうきょうとりつ むさしのきたこうとうがっこう）は、東京都武蔵野市八幡町二丁目にある東京都立高等学校。

## 概要
地元市民による都立高校誘致運動などを背景に1978年に設立された。在校生、学校関係者、地元からは 「ムサキタ」 の愛称で親しまれている。東京都から進学指導推進校に指定されており、着実に進学実績を伸ばしている。また、学習面だけではなく、部活動や行事も盛んである。近隣で同難度の小金井北高校、調布北高校と合わせて「サンキタ」と呼ばれることもある。

隣接する武蔵野中央公園（グリーンパーク）は広大な面積を持つ都内では珍しい「はらっぱ」のままの公園。放課後には、部活動の練習を行う生徒の姿を見かけることもある。

## 沿革

### 年表
- 1978年 - 東京都立武蔵野北高等学校として開校（都立砂川高校校舎にて授業開始）
- 1979年 - 2期生を迎え現校舎にて開校
- 1980年 - 全国軟式野球大会東京代表に
- 1982年 - グループ合同選抜制度導入。91グループに編成される。
- 1994年 - 単独選抜となる。
- 2007年 - 進学指導推進校に指定される。

## 学校行事等
1年を通して様々な行事が開催されており、特に文化祭は保護者・近隣住民も呼び込むため大変盛り上がる行事である。なお、以下の行事は新型コロナウイルスの感染拡大防止のため変更、延期または中止されているものがある。
- 体育祭は1学期に武蔵野中央公園の砂地部分を一部借りて実施する。学年間で例えば赤団・青団などというように縦割りが編成され、団対抗で行われる。主な種目としては全員リレーや徒競走、選抜リレー、障害物競走、部活動対抗リレーなどである。
- 文化祭は「緑光祭」と呼ばれ、夏休み明けに2日間にわたって実施される。クラスが一丸となり企画、準備、本番、片付けまで行う。1年生は教室展示・出し物、2年生は飲食関係、3年生はクラス劇を行うことが多い。発表内容が優れていたクラスには優秀賞・最優秀賞が贈られる。その他各部活動、委員会の発表もある。文化祭2日目が終了した夜には後夜祭が行われ、有志ダンス・有志バンドの発表がここで行われる。
- 合唱祭は3学期に武蔵野市の市民文化会館で実施され、1・2年生のみの参加となる。各学級の合唱のほかに、合唱部などの発表時間も設けられている。例年1年生は校歌をアカペラで合唱する。

- クラス対抗または学年対抗の球技大会・スポーツ大会も行われる。
- 4月には1年生を対象とした「スプリングセミナー」も実施され、入学後初めての宿泊行事となる。
- 新入生歓迎会も実施され、各部活が部員を集めるために様々なパフォーマンスを行う。
- 通常、都立高校全体が対象の「宿泊防災訓練」は1年次に実施される。
- 2年次には「オータムセミナー」と題した、学習の意欲を上げることを目的とした宿泊行事が実施される。
- 修学旅行は2年次に実施され、行先は台湾である。
- 芸術鑑賞教室では劇団四季によるミュージカルを鑑賞する。

## 学校施設
近年校舎の内部がリニューアルされたこともあり、都立高校の中では校舎内が比較的綺麗に保たれている。校舎は5階建てで、体育館は地上部分（1階）にある。
- 普通教室内は前と後ろに黒板があり、貼り付け可能なホワイトボードシートとプロジェクタが各教室1つずつある。エアコン、カーテン（標準・暗幕）などもある。
- グラウンドは校舎から北側に位置し、地面が土の部分と砂の部分がある。奥には陸上練習用のエリアもある。
- プール（屋外）は4階部分にある。体育の授業や水泳部の活動で使用する。
- テニスコートは校舎から南側（武蔵野中央公園側）に2面ある。3年体育の授業やテニス部の活動で使用する。
- グラウンドの近くにはプレハブ棟・部室棟があり、2階部分を卓球部が使用している。1階部分は部室や倉庫として使用されている。
- 屋上は5階にあるが、鍵がかかっているため普段生徒が立ち入ることはできない。
- 1階には自習室があり、長机や個別に仕切りがある机などが利用できる。また1階、2階を中心として自習机が多く配置されており、そちらも自由に利用可能である。
- 進路室・進路資料室は2階にあり、赤本などの貸し出しが行えるほか、ここでも席数は少ないものの自習ができる。
- 職員室、校長室は1階にある。また、1階昇降口近くには各学年の連絡白板がある。
- 調理室、被服室、美術室は4階にある。
- 自動販売機は1階に計5台設置されている[1]。また、冷水器が校内で計4台設置されている。
- 2021年度から校内にWi-Fiが整備され、使用を申し込んだものは学習などの目的に限り使うことができる。

## 部活動
主な成績として、男子バレー部、演劇部、水泳部、などが関東大会、囲碁将棋部、陸上競技部が全国大会に出場している。他にもバスケットボール部、サッカー部、吹奏楽部、理科部も公式大会や研究発表等で優秀な成績を残している。
かっこの表記のないものは男女混合で活動を行う。また、部員の活動をサポートするマネージャーを募っている部活もある。

### 運動部
- サッカー部
- 硬式野球部
- 陸上競技部
- ソフトテニス部
- 硬式テニス部（男子・女子）
- ハンドボール部（女子）
- バドミントン部
- バレーボール部（男子・女子）
- バスケットボール部（男子・女子）
- 剣道部
- 新体操部
- 卓球部
- 水泳部

### 文化部
- 演劇部
- 合唱部
- 美術部
- 理科部
- 茶道部
- 吹奏楽部
- 囲碁将棋部
- 家庭科部
- 英語部

## 制服
1995年に改定され、濃紺のブレザー（男子はシングルブレストに同色のスラックス、女子はダブルブレストにチェックのプリーツスカートの組み合わせ）となった。2005年度より女子のブレザーがそれまでの丈の短いデザインから一般的な丈のものに変更された。

## 交通
出典 : 
電車
- 西武新宿線 西武柳沢駅より 徒歩15分

バス
| 運行事業者        | 乗車駅       | 系統                | 下車停留所                  |
| ----------------- | ------------ | ------------------- | --------------------------- |
| 関東バス          | 吉祥寺駅     | 吉53                | 「武蔵野北高校前」、徒歩1分 |
| 関東バス          | 三鷹駅       | 鷹13・鷹15・鷹25    | 「武蔵野北高校前」、徒歩1分 |
| 関東バス          | 荻窪駅       | 荻35                | 「武蔵野北高校前」、徒歩1分 |
| 関東バス 西武バス | 保谷駅       | 鷹21                | 「武蔵野北高校前」、徒歩1分 |
| 西武バス          | 田無駅       | 田無駅 - 東伏見駅線 | 「武蔵野北高校前」、徒歩1分 |
| 西武バス          | ひばりヶ丘駅 | 鷹22                | 「武蔵野北高校前」、徒歩1分 |

## 新型コロナウイルス感染症拡大による影響
2020年に初めて日本でコロナの陽性者が確認されて以降、本校では休校・自宅学習などの対応が繰り返された。
- 概ね東京都へ緊急事態宣言が発出されている期間に、感染症拡大防止のための休校・自宅学習期間が設けられた。
- 始業時間（朝学習開始時間）が従来の8:30から10分繰り下げられ、8:40となった。なお、始業時間が1時間が繰り下がり4時間目が午後へとずれ込んだ期間もあった（現在は終了）。
- 2019年度の学年末考査と、2020年度の1学期中間考査は全科目で中止された。
- 2020年度の体育祭、文化祭、合唱祭についてはすべて中止となった。
- 2021年度の体育祭、文化祭については開催規模が大きく縮小した。（文化祭については外部への公開中止や飲食提供の中止、クラス別の分散登校による実施などがあった）
- 41期生は修学旅行が中止された。

### 自宅学習期間におけるオンライン学習対応
コロナによる休校・自宅学習期間において、家庭での学習環境を確保するためにオンライン学習が取り入れられた。以下にその一例を示す。
- YouTubeを利用した授業動画配信 - YouTube Liveを利用したライブ配信ではなく、すべて事前に録画したものである。家庭科や体育などの教科についても配信された。
- Zoomを利用したホームルーム - 主に朝に実施された。出欠確認のほか、学校側からの連絡や個人の面談などが行われる場合もあった。
- Teamsを利用した課題の配信や提出など

## 著名な関係者

### 出身者
- 池田弦（6期）- カウンターテノール歌手、声楽家・合唱指導者
- 加藤與恵（16期）- 元サッカー日本女子代表
- LLR（伊藤智博、福田恵悟）（17期）- お笑いコンビ
- 森村昂太（26期）- サッカー選手、クリアソン新宿